# الدعارة في كازاخستان
الدعارة في كازاخستان قانونية بحد ذاتها، لكن الأفعال التي تسهل الدعارة، مثل إدارة بيت للدعارة أو شبكة دعارة، فهي غير قانونية. يحظر الدعارة القسرية والدعارة المرتبطة بالجريمة المنظمة. الدعارة هي مشكلة خطيرة. أفادت المنظمات غير الحكومية أن عصابات الدعارة الإجرامية غالبًا ما تضم مسؤولين محليين عن إنفاذ القانون.
تختلف تقديرات عدد البغايا في كازاخستان بين 4000 و 25.000، بما في ذلك عدد من قيرغيزستان وأوزبكستان وأوكرانيا.
غالبًا ما يتعرض العاملون بالجنس للمضايقات والابتزاز والاعتقال التعسفي والاغتصاب والعنف من قبل الشرطة.
يعد اختبار فيروس نقص المناعة البشرية إلزاميًا للمشتغلين بالجنس من الذكور، ولكن من الناحية العملية تُجبر العاملات بالجنس أيضًا على إجراء الاختبار. أي عاملة في الجنس تستمر في تقديم الخدمات بعد اختبار إيجابي يمكن مقاضاتها لنشرها المتعمد للعدوى.